# Selenocephalus aegyptiacus
Selenocephalus aegyptiacus är en insektsart som beskrevs av Dlabola 1974. Selenocephalus aegyptiacus ingår i släktet Selenocephalus och familjen dvärgstritar. Inga underarter finns listade i Catalogue of Life.